# Hayes & Yeading United Football Club
 (juin 2020).
Maillots
Le Hayes & Yeading United Football Club est un club de football anglais basé à Hayes (Hillingdon). Le club évolue lors de la saison 2020-2021 en Southern League Premier Division South (D7).
Le club est fondé le 18 mai 2007, à la suite de la fusion des clubs de Hayes FC et de Yeading FC. Puisque ces deux clubs évoluaient à l'époque dans la Conference South, le nouveau club y prend sa place.
En 2009, le club est promu en Conference National, mais est relégué à l'issue de la saison 2011-2012.

## Histoire
Hayes & Yeading United Football Club a été formé le 18 mai 2007 après la fusion des clubs Hayes FC et Yeading FC de Conference Sus. Le logo du club présente le blason du Middlesex et les couleurs des deux anciens côtés; l'emblème comporte également la devise Porro Simul : latin pour avancer ensemble.
Ils ont joué leur première saison dans la Conférence Sud en 2007-08 comme les deux anciennes équipes l'ont fait la saison précédente, enregistrant une 13e place, dans la FA Cup, ils ont atteint le quatrième tour de qualification, et dans le FA Trophy, ils ont été éliminés en le premier tour. Lors de leur deuxième saison, 2008-09, ils ont terminé quatrième, s'assurant une place dans les barrages; ils ont battu Eastleigh 6–4 au total en demi-finale en revenant de 4–2 au match aller (après avoir été 4–0 juste après la mi-temps),. Dans la finale des barrages, ils ont battu Hampton & Richmond 3–2 grâce à un premier match de Scott Fitzgerald et un doublé de Steven Gregory, qui les a ramenés de 2–1. Cela a assuré une place dans la Conférence nationale pour la saison suivante, dans la FA Cup, ils ont de nouveau été éliminés au quatrième tour de qualification, mais ils ont atteint le deuxième tour du FA Trophy.
Leur première saison au plus haut niveau hors championnat a été un succès; alors que beaucoup les avaient prévenus pour la chute, ils ont finalement survécu assez confortablement et avaient une chance de terminer dans la première moitié jusqu'en avril, lorsqu'une mauvaise forme tardive les a fait glisser à la 17e place à la fin de la saison. Pour la troisième saison consécutive, ils ont été éliminés au quatrième tour de qualification de la FA Cup, alors qu'ils ont perdu au premier tour du FA Trophy. La saison 2009-10 a été la première du club fusionné au plus haut niveau du football hors championnat . Hayes avait auparavant passé six ans à ce niveau avant sa relégation en 2002, tandis que Yeading n'avait jamais concouru à ce niveau auparavant.
Pour la saison 2010-11, Hayes & Yeading est devenu entièrement professionnel. Ils ont atteint la finale de la Middlesex Senior Cup, où ils ont perdu 2-1 contre Staines Town . Au cours de cette saison, Hayes & Yeading ont également atteint le premier tour proprement dit de la FA Cup, jouant contre la Ligue 1 Wycombe Wanderers ; le club a perdu 2-1 contre un vainqueur du temps d'arrêt de Gareth Ainsworth . La rencontre a été jouée à Church Road devant une foule de 1 426 personnes. Une fois de plus, ils n'ont pas réussi à progresser au-delà du premier tour du FA Trophy. Le 19 avril 2011, Hayes & Yeading ont disputé leur dernier match à Church Road, battant Gateshead 3-1; bien qu'ils aient passé la majeure partie de la saison dans et autour des quatre derniers, cela s'est avéré suffisant pour leur permettre de terminer 16e de leur quatrième saison, ce qui représente une amélioration continue des positions finales de la ligue depuis la fusion. Hayes & Yeading ont commencé un partage de terrain au Kingfield Stadium, domicile de Woking, tandis qu'un nouveau stand a été construit sur le site de l'ancien terrain de Yeading, The Warren.
Le 28 mai 2011, Garry Haylock a démissionné de son poste de premier manager de l'équipe Hayes & Yeading United, et le 16 juin 2011, Nas Bashir a été nommé nouveau manager. Au cours de la saison 2011-2012, alors qu'il jouait à Kingfield, la mauvaise forme de la ligue a signifié que le club a été relégué dans la Conférence Sud, malgré les chances de gagner une relégation à six points à Lincoln City, enregistrant une 21e place. Ils n'ont pas réussi à répéter le succès de la FA Cup de la saison précédente, tombant au quatrième tour de qualification, tandis que pour la troisième saison consécutive, ils ont été éliminés au premier tour du FA Trophy
Le 4 février 2013, Nas Bashir a quitté le club par consentement mutuel, le directeur du football Tony O'Driscoll prenant temporairement en charge les affaires de la première équipe avant que sa nomination permanente ne soit confirmée le 25 février 2013. Après une défaite 7-1 à l'extérieur face à son rival de relégation Staines Town le 4 avril, O'Driscoll a démissionné pour reprendre son rôle de directeur du football; les entraîneurs de la première équipe Tristan Lewis et Delroy Preddie ont été nommés pour prendre en charge les co-gérants des six derniers matchs de la saison. Hayes & Yeading ont enregistré leur plus bas classement en championnat, décrochant la 17e place dans la Conférence Sud. Leur mauvaise forme de coupe a continué, car ils ont perdu une fois de plus au quatrième tour de qualification de la FA Cup, et leur forme inférieure au FA Trophy s'est poursuivie car, pour la quatrième saison consécutive, ils ont été éliminés au premier tour de la FA. Trophée.
Le 9 mai 2013, le club a annoncé Phil Babb (ancien défenseur de la république d'Irlande, Bradford City, Coventry City, Liverpool, Sporting CP et Sunderland ) comme nouveau manager.
Hayes & Yeading United ont été relégués à la fin de la saison 2013-14, mais en raison de l'expulsion de Hereford United de la conference premier, Hayes & Yeading et Chester ont obtenu des sursis de relégation. La fortune de la coupe du club a continué de stagner: ils ont été éliminés au deuxième tour de qualification de la FA Cup et, pour la cinquième saison consécutive, ont perdu au premier tour du FA Trophy.
Au cours de la saison 2014-15, Hayes & Yeading ont évité de justesse la relégation, terminant 19e malgré un début de campagne prometteur, remportant leurs deux premiers matchs. Leur forme lamentable en coupe a persisté avec leur deuxième sortie consécutive au deuxième tour de qualification de la FA Cup, et remarquablement, pour la sixième saison consécutive, ils ont été éliminés au premier tour du FA Trophy.
La saison 2015-16 a vu la pire campagne de ligue du club: ils ont terminé deuxième à partir du bas de la Ligue nationale sud malgré la reconduction de Garry Haylock en tant que manager, entraînant une relégation dans la première division de la Southern Football League . Pour la troisième saison consécutive, le club a été éliminé de la FA Cup au deuxième tour de qualification, et sa très mauvaise forme en FA Trophy s'est poursuivie: il n'a même pas réussi à atteindre le premier tour, en perdant au troisième tour de qualification.
L'ancien entraîneur d'Oxford United, Mickey Lewis, a pris les rênes du manager pour la saison 2016-17 dans la Ligue du Sud, mais est passé aux fonctions de l'équipe de jeunes en octobre après une mauvaise forme. Paul Hughes et Ritchie Hanlon ont été nommés co-gérants en novembre, en provenance de Kings Langley. Dans les coupes, Hayes & Yeading ont été éliminés de la FA Cup par Worthing au 2e tour de qualification, tandis que leurs espoirs de trophée FA ont été anéantis au premier obstacle par Hitchin Town . Ils ont ensuite été relégués de la Southern League Premier Division 2016-17 - pour terminer leur 3e relégation en 5 saisons - malgré leur victoire aux tirs au but de la Southern League Challenge Cup à St Ives Town . Lors de sa première saison à l'étape 4 de la pyramide du football jouant dans la division Est de la Ligue du Sud, le club a raté de peu la promotion automatique en marquant 103 buts en 42 matchs. Une troisième place les a vus se qualifier pour les Play-offs mais ils ont perdu en demi-finale par un seul but contre Cambridge City . À la fin de la saison 2017-2018, le club a été transféré dans la division centre-sud de la ligue Isthmian. Après avoir dirigé la division pendant une grande partie de la saison, ils ont remporté le premier titre du club en tant que club fusionné avec trois matchs à jouer, dépassant une fois de plus les 100 buts en championnat pour remporter la division centre-sud de la ligue Isthmian .

## Joueurs
- Miles Jones